# Royal Crackers
Royal Crackers è una sitcom animata statunitense del 2023, creata da Jason Ruiz.
L'episodio pilota Crumbling Empire è stato reso disponibile in anteprima su Youtube il 19 marzo 2023 e un'anteprima dell'episodio è stata trasmessa ufficiosamente durante la celebrazione del pesce d'aprile il 1º aprile 2023.
La serie viene trasmessa per la prima volta negli Stati Uniti su Adult Swim dal 2 aprile 2023. Il 28 marzo 2023 è stato annunciato che la serie è stata rinnovata per una seconda stagione che è andata in onda dal 29 febbraio 2024.

## Trama
La disfunzionale famiglia Hornsby gestisce la Royal Crackers, un'azienda di snack un tempo popolare che produce cracker salati a Bakersfield, in California. Quando il senile patriarca e CEO Theodore Hornsby Sr. inizia a vacillare, i suoi due figli Theodore "Theo" Jr. e Stebe vengono lasciati a dirigere l'azienda in fallimento mentre vivono nella villa del padre con la moglie di Stebe, Deb, e il loro figlio Matt.

## Episodi
| Stagione         | Episodi | Prima TV USA | Prima TV Italia |
| ---------------- | ------- | ------------ | --------------- |
| Prima stagione   | 10      | 2023         | inedita         |
| Seconda stagione | 10      | 2024         | inedita         |

## Personaggi e doppiatori

### Personaggi principali
- Stebe Hornsby, doppiato da Jason Ruiz.
- Deborah "Deb" Hornsby, doppiata da Jessica St. Clair.
- Theodore "Theo" D. Hornsby Jr., doppiato da Andrew Santino (adulto) e Cordelia Mann (bambino).
- Matthew "Matt" Hornsby, doppiato da Maile Flanagan.
- Theodore D. Hornsby Sr., doppiato da Jason Ruiz.
- Darby Blarchardt, doppiato da David Gborie.

### Personaggi ricorrenti
- Alfred "Al" Winstanley, doppiato da Fred Tatasciore.
- Rachel, doppiata da Stephanie Sheh.
- Moey D, doppiato da Jamar Malachi Neighbors.
- Clair Bailey, doppiata da Debra Wilson.
- Marjorie Bartleby-Hornsby, doppiata da Jessica St. Clair.
- Famiglia Dennison.
  - Rob Dennison, doppiato da Andy Daly.
  - Mel Dennison, doppiata da Lennon Parham.
  - Sebastian Dennison, doppiato da Kyle Dunnigan.
  - Sarah Dennison.
  - Hailey Dennison.
  - I gemelli.
  - Gus Dennison.
- Mr. P., doppiato da Fred Tatasciore.
- Utzi Wutzis, doppiati da Eric Bauza e Fred Tatasciore.

## Trasmissione internazionale
- 2 aprile 2023 negli Stati Uniti d'America su Adult Swim;[2]
- 3 aprile 2023 in Canada su Adult Swim;
- 3 aprile in Francia su Adult Swim;
- 3 aprile 2023 nel Regno Unito su HBO Max;[5]
- 3 aprile 2023 in Spagna su HBO Max;[6]
- 3 aprile 2023 in Ungheria su HBO Max;
- 3 aprile 2023 in America Latina su HBO Max;
- 3 aprile 2023 in Polonia su HBO Max;
- 7 giugno 2023 in Germania su Warner TV Comedy.[7]